# Dario Dentale
Pour les articles homonymes, voir Dentale.
Dario Dentale, né le 26 octobre 1982 à Castellammare di Stabia, est un rameur italien.

## Biographie
Ses débuts internationaux datent de 1999 ; cette année-là, il participe, à Plovdiv, aux Championnats d'Europe junior d'aviron où il s'aligne dans l'épreuve du quatre avec barreur, le bateau se classant 8e. L'année suivante, aux championnats de la même catégorie à Zagreb, il obtient la médaille de bronze avec l'équipage du deux sans barreur.
En 2002, il décroche son premier titre mondial dans son pays, à Gênes, lors des championnats du monde des moins de 23 ans ; le bateau italien du quatre avec barreur, en tête tout au long de la course, termine à la première place, avec plus de 2 secondes d'avance sur le bateau yougoslave.
En 2004, pour sa première participation aux Jeux olympiques, il s'aligne dans l'épreuve du quatre sans barreur ; à la 4e place à la mi-course, Dario Dentale et ses coéquipiers Lorenzo Porzio, Luca Agamennoni et Raffaello Leonardo, parviennent cependant à remporter la médaille de bronze.	
Régulièrement présent aux championnats du monde d'aviron depuis 2001 avec le  huit italien, il est vice-champion du monde à deux reprises successives, en 2005 et 2006.
Il est l'un des 17 rameurs italiens sélectionnés pour les Jeux olympiques de 2008. Prévu comme coéquipier de Raffaello Leonardo pour le deux sans barreur, Giuseppe De Vita lui est finalement préféré.

## Palmarès

### Jeux olympiques
| Discipline / Année  | Athènes 2004 Grèce   |
| ------------------- | -------------------- |
| Quatre sans barreur | Bronze 6 min 10 s 41 |

### Championnats du monde
| Discipline / Année | Lucerne 2001 Suisse | Séville 2002 Espagne | Milan 2003 Italie | Kaizu 2005 Japon     | Eton 2006 Angleterre | Munich 2007 Allemagne | Poznań 2009 Pologne |
| ------------------ | ------------------- | -------------------- | ----------------- | -------------------- | -------------------- | --------------------- | ------------------- |
| Huit               | 11e 5 min 41 s 85   | 5e 5 min 33 s 48     | 7e 5 min 41 s 60  | Argent 5 min 24 s 01 | Argent 5 min 23 s 29 | 15e 5 min 47 s 20     | 6e 5 min 43 s 58    |

### Championnats d'Europe
| Discipline / Année | Brest 2009 Biélorussie |
| ------------------ | ---------------------- |
| Huit               | 5e 5 min 49 s 59       |

## Distinction
: il est fait Chevalier de l'Ordre du Mérite de la République italienne le 27 septembre 1994, à l'initiative du Président de la République.